# AGS (команда Формулы-1)
Automobiles Gonfaronnaises Sportives (AGS) — французская автогоночная команда и конструктор, выступавшая в ряде гоночных серий, в том числе в Формуле-1.

## Основание
История команды началась в конце 60-х годов 20-го века, когда французский механик Анри Жюльен, владевшей заправкой и гаражом в деревне Гонфарон в провинции Вар, решил заняться строительством гоночных автомобилей. Жюльен сам регулярно участвовал в гонках машин младших гоночных классов. Гонщиком он был посредственным, зато имел степень кандидата технических наук и, в конце концов, решил сосредоточиться именно на строительстве гоночных автомобилей. Так появилась AGS, аббревиатура которой расшифровывалась как «гоночные автомобили из Гонфарона».

## Первые выступления
Первый автомобиль AGS увидел свет в 1969 году. Это была маленькая машинка «Формулы Франс». Автомобиль был спроектирован учеником Жюльена — бельгийским механиком Кристаном Вандерплейном. Вскоре AGS переключилась на строительство машин для Формулы-3, правда особых успехов в борьбе с доминировавшими в этой серии в 70-х машинами «Мартини» французам добиться не удалось.
Ещё один шаг вперед AGS сделала в 1978 году, когда была построена первая машина для Формулы-2. Это был серьёзный вызов и поначалу AGS пришлось трудно — завоевать очки в чемпионатах 1978 и 1979 годов команде не удалось. Зато потом дела пошли на лад и команда стала регулярно набирать очки, за которыми пришли и победы. Наконец, в последней гонке сезона-84 Филипп Штрейф смог одержать победу.
В 1985-м AGS выступала в Формуле-3000 (Штрейф занял 8-е место в чемпионате), но Жюльену там не понравилось и он всерьез задумался о прыжке в высший класс автогонок — Формулу-1.

## Формула-1
Дебют команды в Больших Призах состоялся в Монце осенью 1986 года. Машина, получившая индекс JH21C была построена Вандерплейном на базе прошлогодней машины Ф3000 с использованием ряда запасных частей от болидов Renault прошлых лет и оснащена турбомотором Motori Moderni. Штат команды к моменту дебюта насчитывал всего семь человек, а базировалась она по прежнему все в том же гараже в Гонфароне. За несколько недель до дебюта всерьез обсуждалась возможность того, что пилотировать машину AGS в её дебютном Гран-при будет не кто иной, как Дидье Пирони, но все ограничилось тестами, после которых Пирони от возвращения отказался. В команду был приглашен молодой итальянец Иван Капелли. В гонке он стартовал 25-м и сошёл из-за прокола. Следующая гонка вновь оказалась не слишком удачной — в Эшториле Капелли выбыл из гонки из-за проблем с трансмиссией всего после шести кругов.
К сезону 1987 году шасси несколько переработали, переименовали в JH22 и оснастили атмосферным мотором Cosworth DFZ. Команда вновь решила выставить в чемпионат единственную машину, пилотом которой стал француз Паскаль Фабр.
Фабр не хватал звезд с неба, не отличался особенной скоростью, но был надежен. Примерно то же самое можно было сказать и о его машине. Восемь финишей в первых десяти гонках, неизменно последним из тех, кто увидел клетчатый флаг, лучший результат — 9е место, наименьшее отставание на финише — 5 кругов. В Австрии Фабр финишировал, но отстал столь сильно, что не попал в классификацию. После этого француз трижды не сумел пройти квалификацию и в Судзуке его заменил Роберто Морено. Бразилец поначалу выглядел не сильно лучше Фабра, но в Австралии случилась та самая удача в виде повальных сходов и дисквалификации Айртона Сенны после финиша — Морено получил целое очко.
Сезон-88 начинался вроде бы радужно: новая машина JH23, заключение контракта с крупным спонсором — французской «Bouygues group», начало строительства новой базы. В команду вернулся выступавший за неё ещё в Формуле-2 Штрейфф. Но потом, как это часто бывает в истории маленьких команд, в одночасье все рухнуло. «Bouygues» отказалась от спонсорства, строительство базы пришлось заморозить. Никаких спортивных успехов лишенная денег и возможностей развиваться команда, естественно, добиться не смогла. Новая машина была лучше предыдущих, но не отличалась надежностью — за весь сезон Штрейф сумел добраться до финиша всего пять раз, лучшим из которых стало восьмое место в Судзуке.
Зимой 89-го Вандерплейн ушёл к Энцо Колони, забрав с собой большую часть инженеров и механиков. На тестах в Рио в феврале в тяжелую аварию попал Штрейф — француз остался парализован ниже пояса. Случившееся так потрясло Жюльена, что он продал команду амбициозному французу Сирилю де Рувру. Штрейфа заменил Габриэле Тарквини, напарником которого стал брат погибшего в 1985 году Манфреда Винкельхока Йоахим. Сезон команда начала с прошлогодним шасси, которое после незначительных переработок получило индекс JH23B.
Отсутствие средств и устаревшая техника не помешали Тарквини показывать вполне достойные результаты. В Монако итальянец ехал шестым, когда отказала электрика (на трассе в этот момент оставалось 16 пилотов). В Мексике машина не подвела и Габриэле наконец-то получил заветное очко. Следующая гонка проходила в Финиксе и получилась, пожалуй, самой драматичной в истории команды — на последнем круге Тарквини сумел опередить Тьерри Бутсена и выйти на шестое место, но за два поворота до финиша отказал двигатель. Правда, в чемпионате команда была представлена фактически одной машиной — Винкельхок семь раз подряд не смог пройти предквалификацию и после Гран-при Франции из команды отчислен.
Вместо Винкельхока в команду взяли француза Янника Дальмаса. В Сильверстоуне команда выставила наконец новую машину — JH24. И на этом все успехи AGS в том сезоне закончились: Сильверстоун стал единственной гонкой из оставшихся, где Тарквини смог пробиться в квалификацию, но показал в ней лишь 29 время и не попал на старт. Во всех остальных гонках сезона Тарквини и Дальмас не смогли пройти предквалификацию.
Сезон-90 начался для команды уже привычно — нет денег, нет новой машины, есть старый состав пилотов. В Сан-Марино свет увидела новая JH25, спроектированная конструктором Мишелем Костой, но и она не принесла особого успеха. Итог сезона — 12 раз не пройдена предквалификация, 10 — квалификация, всего три финиша, лучший из которых — на девятом месте. К зиме де Рувр окончательно утратил интерес к своему детищу и начал всерьез обсуждать возможность его объединения с командой Жерара Лярусса. Устав ждать у моря погоды, ушёл в заводскую команду «Пежо» Дальмас. Ему на смену пригласили опытнейшего шведа Стефана Йоханссона.
Денег по прежнему не было. Команда готовилась начать сезон с новой машиной — JH26. Однако была построена только модель для продувки в аэродинамической трубе. На первой гонке сезона-91 в Финиксе Тарквини удалось добраться до финиша 8-м и команда отметила это торжественным ужином в «McDonald’s». Они не знали, что этот финиш станет для AGS единственным в том сезоне и последним в её истории…
После Гран-при Бразилии (где Йоханссон не прошёл квалификацию, а Тарквини попал в аварию на первом круге) де Рувр продал команду. Новыми владельцами AGS стали итальянцы Габриэле Рафанелли и Патрицио Канту. После их прихода в команде произошёл ряд перестановок — место Косты занял вернувшийся Вандерплейн, а гоночного инженера Петера Висса, который фактически управлял командой в первых двух гонках, сменил пришедший из «Модены» Марио Толлентино. Йоханссона уволили, на его место взяли молодого итальянца Фабрицио Барбаццу. Командой было принято необычное решение — отказаться от работ с шасси JH26, вернуться к прошлогоднему JH25 с тем, чтобы к финальным гонкам сезона построить абсолютно новую машину — JH27. Воистину, на такое могли решиться только в команде, машины которой из-за полного отсутствия рекламных наклеек именовались «белыми слонами».
Однако все эти перестановки не принесли никакого эффекта. Тарквини ещё сумел пробиться на старт в Монако, но затем последовала длинная череда непопадании в число 26 лучших в квалификации. А во второй половине сезона, когда команде пришлось вернуться в предквалификацию все и вовсе стало заканчиваться в пятницу утром.
Дебют новой машины был намечен на Монцу. Немногочисленный персонал команды в течение недели перед гонкой работал практически круглосуточно, чтобы JH27 могла выйти на старт, но все закончилось тем, что в предквалификации на машине Тарквини сразу после выезда с пит-лейн отказал двигатель. Единственным достижением итальянца в оставшихся гонках стало попадание в квалификацию в Эшториле, однако на старт ему пробиться не удалось. После этого Габриэле ушёл в «Фондметал». Испания-91 стала последней гонкой в истории команды — Барбацца и сменивший Тарквини Оливье Груйяр привычно не прошли предквалификацию и после гонки итальянские владельцы AGS объявили о том, что команда прекращает своё участие в чемпионате мира.

## Школа Жюльена
Однако история AGS на этом не закончилась. Потерпев фиаско в высших лигах автоспорта, Жюльен решил открыть школу водительского мастерства. Сегодня AGS — преуспевающее предприятие, владеющее собственной базой и небольшой гоночной трассой, где каждый желающий может «попробовать, какова Формула-1 на вкус». В гараже AGS сейчас не только машины собственного производства, но и шасси «Эрроуза», «Джордана» и «Проста»

## Результаты в чемпионате мира Формулы-1
| Легенда к таблице |                                                                    |
| --- | ------------------------------------------------------------------ |
| В таблице перечислены результаты всех Гран-при Формулы-1, в которых принимала участие команда. Строками таблицы являются сезоны, столбцами — этапы чемпионата мира. В каждой клетке указаны сокращённое название этапа и результаты гонщиков команды, дополнительно обозначенные цветом. Расшифровка обозначений и цветов представлена в нижеследующей таблице. |                                                                    |
| \| Пример \| Описание \| \| ------------ \| ------------------------------------------------------------------ \| \| 1 \| Победитель \| \| 2 \| Второе место \| \| 3 \| Третье место \| \| 5 \| Финишировал, заработав очки \| \| Сход \| Не финишировал, но при этом заработал очки \| \| 12 \| Финишировал, не получив очков \| \| НКЛ \| Финишировал, но не попал в финальную классификацию \| \| 15 \| Участвовал вне зачёта, либо по отдельной классификации \| \| 18 \| Не финишировал, но попал в финальную классификацию \| \| Сход \| Не финишировал \| \| НКВ \| Не прошёл квалификацию \| \| НПКВ \| Не прошёл предквалификацию \| \| ДСК \| Дисквалифицирован \| \| ИСК \| Исключён из протокола соревнований \| \| ТТ \| Заявлен для участия только в тренировках \| \| НС \| Участвовал в квалификации, но не стартовал в гонке \| \| Т \| Травмирован или болен \| \| ОТК \| Отказ от участия \| \| НТР \| Прибыл на соревнования, но на трассу не выезжал \| \| НПР \| Был заявлен в числе участников, но не прибыл к началу соревнований \| \| О \| Соревнования отменены \| \| \| Не участвовал \| \| Поул-позиция \| \| \| Быстрый круг \| \| |                                                                    |
| Пример | Описание                                                           |
| 1 | Победитель                                                         |
| 2 | Второе место                                                       |
| 3 | Третье место                                                       |
| 5 | Финишировал, заработав очки                                        |
| Сход | Не финишировал, но при этом заработал очки                         |
| 12 | Финишировал, не получив очков                                      |
| НКЛ | Финишировал, но не попал в финальную классификацию                 |
| 15 | Участвовал вне зачёта, либо по отдельной классификации             |
| 18 | Не финишировал, но попал в финальную классификацию                 |
| Сход | Не финишировал                                                     |
| НКВ | Не прошёл квалификацию                                             |
| НПКВ | Не прошёл предквалификацию                                         |
| ДСК | Дисквалифицирован                                                  |
| ИСК | Исключён из протокола соревнований                                 |
| ТТ | Заявлен для участия только в тренировках                           |
| НС | Участвовал в квалификации, но не стартовал в гонке                 |
| Т | Травмирован или болен                                              |
| ОТК | Отказ от участия                                                   |
| НТР | Прибыл на соревнования, но на трассу не выезжал                    |
| НПР | Был заявлен в числе участников, но не прибыл к началу соревнований |
| О | Соревнования отменены                                              |
| | Не участвовал                                                      |
| Поул-позиция |                                                                    |
| Быстрый круг |                                                                    |

| Сезон | Шасси              | Двигатель                          | Ш | Пилоты            | 1    | 2    | 3    | 4    | 5    | 6    | 7    | 8    | 9    | 10   | 11   | 12   | 13   | 14   | 15   | 16   | Место | Очки |
| ----- | ------------------ | ---------------------------------- | - | ----------------- | ---- | ---- | ---- | ---- | ---- | ---- | ---- | ---- | ---- | ---- | ---- | ---- | ---- | ---- | ---- | ---- | ----- | ---- |
| 1986  | AGS JH21C          | Motori Moderni Tipo 615-90 1,5 V6T | P |                   | БРА  | ИСП  | САН  | МОН  | БЕЛ  | КАН  | ДЕТ  | ФРА  | ВЕЛ  | ГЕР  | ВЕН  | АВТ  | ИТА  | ПОР  | МЕК  | АВС  | —     | 0    |
| 1986  | AGS JH21C          | Motori Moderni Tipo 615-90 1,5 V6T | P | Иван Капелли      |      |      |      |      |      |      |      |      |      |      |      |      | Сход | Сход |      |      | —     | 0    |
| 1987  | AGS JH22           | Ford Cosworth DFZ 3,5 V8           | G |                   | БРА  | САН  | БЕЛ  | МОН  | ДЕТ  | ФРА  | ВЕЛ  | ГЕР  | ВЕН  | АВТ  | ИТА  | ПОР  | ИСП  | МЕК  | ЯПО  | АВС  | 12    | 1    |
| 1987  | AGS JH22           | Ford Cosworth DFZ 3,5 V8           | G | Паскаль Фабр      | 12   | 13   | 10   | 13   | 12   | 9    | 9    | Сход | 13   | НКЛ  | НКВ  | НКВ  | Сход | НКВ  |      |      | 12    | 1    |
| 1987  | AGS JH22           | Ford Cosworth DFZ 3,5 V8           | G | Роберто Морено    |      |      |      |      |      |      |      |      |      |      |      |      |      |      | Сход | 6    | 12    | 1    |
| 1988  | AGS JH23           | Ford Cosworth DFZ 3,5 V8           | G |                   | БРА  | САН  | МОН  | МЕК  | КАН  | ДЕТ  | ФРА  | ВЕЛ  | ГЕР  | ВЕН  | БЕЛ  | ИТА  | ПОР  | ИСП  | ЯПО  | АВС  | —     | 0    |
| 1988  | AGS JH23           | Ford Cosworth DFZ 3,5 V8           | G | Филипп Стрейфф    | Сход | 10   | НС   | 12   | Сход | Сход | Сход | Сход | Сход | Сход | 10   | Сход | 9    | Сход | 8    | 11   | —     | 0    |
| 1989  | AGS JH23B AGS JH24 | Ford Cosworth DFR 3,5 V8           | G |                   | БРА  | САН  | МОН  | МЕК  | США  | КАН  | ФРА  | ВЕЛ  | ГЕР  | ВЕН  | БЕЛ  | ИТА  | ПОР  | ИСП  | ЯПО  | АВС  | 15    | 1    |
| 1989  | AGS JH23B AGS JH24 | Ford Cosworth DFR 3,5 V8           | G | Филипп Стрейфф    | НПР  |      |      |      |      |      |      |      |      |      |      |      |      |      |      |      | 15    | 1    |
| 1989  | AGS JH23B AGS JH24 | Ford Cosworth DFR 3,5 V8           | G | Габриэле Тарквини |      | 8    | Сход | 6    | 7    | Сход | Сход | НКВ  | НПКВ | НПКВ | НПКВ | НПКВ | НПКВ | НПКВ | НПКВ | НПКВ | 15    | 1    |
| 1989  | AGS JH23B AGS JH24 | Ford Cosworth DFR 3,5 V8           | G | Йоахим Винкельхок | НПКВ | НПКВ | НПКВ | НПКВ | НПКВ | НПКВ | НПКВ |      |      |      |      |      |      |      |      |      | 15    | 1    |
| 1989  | AGS JH23B AGS JH24 | Ford Cosworth DFR 3,5 V8           | G | Янник Дальмас     |      |      |      |      |      |      |      | НПКВ | НПКВ | НПКВ | НПКВ | НПКВ | НПКВ | НПКВ | НПКВ | НПКВ | 15    | 1    |
| 1990  | AGS JH24 AGS JH25  | Ford Cosworth DFR 3,5 V8           | G |                   | США  | БРА  | САН  | МОН  | КАН  | МЕК  | ФРА  | ВЕЛ  | ГЕР  | ВЕН  | БЕЛ  | ИТА  | ПОР  | ИСП  | ЯПО  | АВС  | —     | 0    |
| 1990  | AGS JH24 AGS JH25  | Ford Cosworth DFR 3,5 V8           | G | Габриэле Тарквини | НПКВ | НПКВ | НПКВ | НПКВ | НПКВ | НПКВ | НКВ  | Сход | НПКВ | 13   | НКВ  | НКВ  | НКВ  | Сход | НКВ  | Сход | —     | 0    |
| 1990  | AGS JH24 AGS JH25  | Ford Cosworth DFR 3,5 V8           | G | Янник Дальмас     | НПКВ | Сход | НПКВ | НПКВ | НПКВ | НПКВ | 17   | НПКВ | НКВ  | НКВ  | НКВ  | НКЛ  | Сход | 9    | НКВ  | НКВ  | —     | 0    |
| 1991  | AGS JH25B AGS JH27 | Ford Cosworth DFR 3,5 V8           | G |                   | США  | БРА  | САН  | МОН  | КАН  | МЕК  | ФРА  | ВЕЛ  | ГЕР  | ВЕН  | БЕЛ  | ИТА  | ПОР  | ИСП  | ЯПО  | АВС  | —     | 0    |
| 1991  | AGS JH25B AGS JH27 | Ford Cosworth DFR 3,5 V8           | G | Габриэле Тарквини | 8    | Сход | НКВ  | Сход | НКВ  | НКВ  | НКВ  | НКВ  | НКВ  | НПКВ | НПКВ | НПКВ | НПКВ |      |      |      | —     | 0    |
| 1991  | AGS JH25B AGS JH27 | Ford Cosworth DFR 3,5 V8           | G | Оливье Груйяр     |      |      |      |      |      |      |      |      |      |      |      |      |      | НПКВ |      |      | —     | 0    |
| 1991  | AGS JH25B AGS JH27 | Ford Cosworth DFR 3,5 V8           | G | Стефан Юханссон   | НКВ  | НКВ  |      |      |      |      |      |      |      |      |      |      |      |      |      |      | —     | 0    |
| 1991  | AGS JH25B AGS JH27 | Ford Cosworth DFR 3,5 V8           | G | Фабрицио Барбацца |      |      | НКВ  | НКВ  | НКВ  | НКВ  | НКВ  | НКВ  | НПКВ | НПКВ | НПКВ | НПКВ | НПКВ | НПКВ |      |      | —     | 0    |